# 異世界でチート能力を手にした俺は、現実世界をも無双する〜レベルアップは人生を変えた〜
『異世界でチート能力を手にした俺は、現実世界をも無双する〜レベルアップは人生を変えた〜』（いせかいでチートスキルをてにしたおれは げんじつせかいをもむそうする レベルアップはじんせいをかえた）は、美紅による日本のライトノベル作品。「カクヨム」にて2017年3月25日より連載されている。2018年に第3回カクヨムWeb小説コンテストSF・現代ファンタジー部門大賞受賞作となり、書籍版が同年12月20日から富士見ファンタジア文庫（KADOKAWA）より刊行されている。イラストは桑島黎音。略称は「いせれべ」。2025年7月時点で全世界シリーズ累計部数は400万部を突破している。
メディアミックスとして、港川一臣によるコミカライズが『WEBデンプレコミック』（同社）にて2019年12月より連載中。また2023年4月から6月までテレビアニメが放送された。新アニメ企画の進行が決定している。

## あらすじ
ブサイクな容姿のため両親や兄弟たちから嫌われ、さらにはクラスメイトの不良たちから虐められている天上優夜は、唯一の味方であった祖父が亡くなり、完全に孤立した状態となっていた。
そんなある時、コンビニで不良たちに絡まれている少女を、祖父の遺言に従い体を張って助ける。その夜、人生に絶望しかけていた優夜は、自宅の鏡を八つ当たりで壊した拍子に「隠し扉」を偶然発見。隠し扉を開けた先で、祖父が世界中から集めていた「不思議なアイテム」と「異世界への扉」があるのを見つける。
扉の先にある家で、優夜は次々と戦闘スキルを入手し、襲い掛かってきた魔物を武器「絶槍」を使って倒すと、貧弱だったステータスは凄まじいレベルアップを遂げる。その影響からか、その後就寝中に激痛に襲われた優夜は、翌朝まるで別人のようにイケメンに変貌していた。
翌日の放課後、コンビニで助けた宝城佳織が車で現れ、エリート校である王星学園へ転入するように勧誘される。半ば強引に連れていかれた優夜は、そこで王星学園の生徒たちと触れ合い、体験入学を経て王星学園へ通うこととなった。
一方の異世界では、アルセリア王国の王女であるレクシア・フォン・アルセリアが暗殺されかけ、たまたま遠出をした優夜に助けられる。このことでレクシアは優夜に一目惚れし、優夜を見つけようと躍起になっていた。また同時に、「聖」と「邪」による異世界の存亡にかかわる戦いも始まろうとしていた。

## 登場人物
声の項はテレビアニメの声優。

### 主要人物
天上 優夜（てんじょう ゆうや）
声 - 松岡禎丞、小鹿なお（幼少時）
本作の主人公。誕生日は4月18日。
デブというだけで両親や弟と妹に嫌われて、元の学校で荒木たちに虐められていた。自分の置かれた立場や状況の悪さから荒れることもあるが、祖父から「困っている人には優しく、優しくしてくれる人は大事に」と教えられており、普段は自分よりも他者を優先する優しい性格。それは虐められていても歪むことは無かった。
祖父の家で見つけた扉から異世界へ行き、異常なレベルアップを経験。外見が大きく変わった上に欠点なしの完璧な男性となり、現実世界でも生まれ変わったかのように事態が好転していく。
イジメられていた過去から発想がネガティブなことが多く自己評価が低いが、王星学園に転校後、友達を作り以前よりも自信を持っていく。
誰からも好かれた経験が無いせいかかなりの鈍感で、ルナにキスをされてもその意図が分かっていなかった。
宝城 佳織（ほうじょう かおり）
声 - 鬼頭明里
本作のヒロインの一人。誕生日は12月22日。
王星学園の生徒会役員で理事長の令嬢で、佇まいや立場から、一部からは「プリンセス」と呼ばれる。不良たちにナンパされていたところ優夜に助けられたことを切っ掛けに優夜のことを調査して王星学園へ勧誘する。この時、以前の太った体型とは全く外見が違うことから優夜とは気付かなかった他の人物とは違い、一目で間違えず優夜と判別した。理由は「眼が同じ」とのこと。また、優夜に対して淡い恋心を抱いている。
理事長の令嬢という立場から友達と呼べるような人はおらず、どこかに遊びに行くといった経験も無かったが、優夜との出会いをきっかけに友人が増え、様々な経験をしていく。
実は運動音痴で、テニスの試合の際は頻繁に手を滑らせてラケットを投げてしまい、周囲に危険が及んでいる（一名飛んだラケットが顔に直撃し、救急車で搬送されている）。
優夜の家で勉強会をしていた時、異世界の扉を目にして、異世界の存在と優夜の外見が激変した理由を知る。その場では特に何も無く帰宅するが、その後異世界の探索を一緒にすることもあって、レクシアたちとも交流をする。この時賢者の家にある食材を食べることでステータスが上がっていき、スポーツマン並みの身体能力を手に入れている。

### 現実世界

#### 王星学園
風間 楓（かざま かえで）
声 - 竹達彩奈
1年B組の女子生徒で陸上部所属。誕生日は5月23日。
クラスのムードメーカー的役割を担っている。プロポーションが良く、フレンドリーな性格。
体育の授業において、晶のシュートミスによりボールが当たりかけたところを優夜に助けてもらったことから、優夜のことが気になるようになる。
氷堂 雪音（ひょうどう ゆきね）
声 - 石上静香
1年B組の女子生徒で、優夜の体験入学では隣の席だった。クールで口数は少ないが優しい性格。
神崎 凜（かんざき りん）
声 - 中原麻衣
1年B組の女子生徒。
いたずら好きなところがあり、周囲の女子が優夜を気にしていると冷やかしたりする。その一方、情に厚く気に入った相手にはグイグイ攻めて行く。
五十嵐 亮（いがらし りょう）
声 - 岡本信彦
1年B組の男子生徒。優夜が体験入学で周囲から質問攻めに合っていた時に助け舟を出し、その流れで最初にできた友人。
イケメンで運動神経抜群だが、あらゆる部活からオファーが殺到し最終的には帰宅部となり、様々な部活の助っ人として活動する形となった。
倉田 慎吾（くらた しんご）
声 - 村瀬歩
1年B組の男子生徒でゲーム部所属。亮の友人で、優夜とは学食で知り合う。
アニメやゲームなどのサブカルチャーに詳しく、亮に勧めることもある。
一ノ瀬 晶（いちのせ あきら）
声 - 福山潤
1年B組の男子生徒。
常に目立つような言動を取っているが、肝心の実力は伴っていない。「貴公子」を自称しているが、周囲からは「残念貴公子」と呼ばれ、適当にあしらわれている。
自分に非があるとすぐに土下座で謝るなど、根は善人。
宝城 司（ほうじょう つかさ）
声 - 鳥海浩輔
王星学園理事長にして佳織の父。娘を救った優夜こそ学園に相応しい生徒だと考え、学園への編入を薦める。
沢田先生（さわだせんせい）
声 - 沼倉愛美
1年B組担任。科学分野の権威ながら、授業はわかりやすく気取らない性格のため生徒から好かれている。私生活はズボラ。
自分のボーナス目当てに生徒に頑張るよう堂々と言う、優夜が料理上手と知ると結婚して自分を養うように迫るなど下心はほとんど隠さず、良くも悪くも正直。
黄泉川先生（よみかわせんせい）
声 - 能登麻美子
養護教諭。右目が隠れるほどの黒い長髪が特徴的。
彼女がいる保健室は暗闇に包まれており、近づくと誰かの叫び声が聞こえると言われている。不敵な笑みを浮かべ、怪しい薬を用いるため不気味な印象を与え、優夜からも恐れられる存在。

#### 芸能関係者
御堂 美羽（みどう みう）
声 - 千本木彩花
人気モデル。ショッピングモールでの撮影で優夜と出会い、仕事をしたことと、後から現れた翔から守ってもらったことで好意を抱くようになる。
誕生日は日3月3日。
光（ひかる）
声 - 松風雅也
オネエ系のカメラマン。美羽の撮影で訪れたショッピングモールにおいて優夜と知り合う。仕事に穴が開きそうになっても代わりの案でしのぐことができる機転が利く性分。
本来のモデルである翔が遅刻したことに焦り、たまたま近くにいた優夜を見つけ、急遽撮影のモデルを頼む。一日仕事を見て、優夜にモデルとしての才能を見出す。ただ「何事にも中途半端な俺には務まらない」と優夜に断られ、「若いうちはその気持ちが大事」と優夜の考えを尊重した。
翔（しょう）
声 - 堀金蒼平
イケメンモデル。本来は美羽の相手役として撮影を行う予定だったが、遅刻したことから優夜が相手役となった。
女性人気は高いが自己中心的な性格で、撮影に関しても自分勝手な理由で遅刻したうえ謝罪も無く「こんな仕事」と舐めた態度で臨もうとし、さらにはその撮影をそっちのけで美羽に対し一方的に迫り手篭めにしようとするなど、業界では素行不良が問題視されていた。
強引な迫り方に美羽が嫌がったため止めようとした優夜に殴りかかるが、逆に優夜に投げられて地面に叩きつけられる。しまいには光からドスの効いた声で「仕事を舐めるな」と詰め寄られただけでなく、優夜に殴りかかった一部始終を記録され居づらくなり、結局一度も謝罪することなく退散。光からは「これで業界の誰からも拾われず仕舞いだろう」と評されていた。
社長
声 - くじら
美羽が所属する事務所の社長。美羽の撮影での優夜をたいそう気に入り、芸能人としてスカウトしようと優夜に接触するが、光同様に何事も中途半端にすることを嫌った優夜に断られてしまう。だが光と異なって諦めが悪く、学園の球技大会にまで乗り込み強引に優夜を撮影する。
黒沢（くろさわ）
声 - 興津和幸
社長の部下。社長の言いつけを何事も忠実に遂行する。だが、求められた以上のことには手を出さない。

#### 暴走族「レッドオーガ」
荒木 武（あらき たけし）
声 - 堀井茶渡
レッドオーガの一員。優夜の元クラスメイトで、毎日のように虐めていた。優夜が美形になった時は気づかずに別人と思っており、優夜と知ると驚愕した。その後放課後に問い詰めようとするも、佳織の乱入でうやむやに終わる。
陽太と空に依頼され、レッドオーガの仲間たちを連れて王星学園に行き優夜を倒そうとするも一瞬で返り討ちにされ、警察に逮捕されて少年院送りとなった。
ヘッド
声 - 柳田淳一
レッドオーガのリーダー。本名は不明。仲間からはアニメ版ではヘッド、漫画版ではリーダーと呼ばれている。
原作と漫画版では、陽太と空の依頼で荒木たち共々王星学園へ来て優夜と格闘技で攻撃するが、全員優夜に倒された。警察に逮捕された後で自分が守ってきたレッドオーガが優夜一人の手で潰されたことに屈辱を感じて激怒、自分で警察から解放して最初に話を持ち掛けてきた陽太の首を絞めて殺害しようとするが、止めに入った優夜に蹴られて吹っ飛ばされ、樹に激突して気絶した。
アニメ版では、バイクで乗り込み優夜を潰そうとする。しかし俊敏な優夜の動きに翻弄されハンドル操作を誤り転倒、乗っていたバイクは炎上してしまう。警察に逮捕される直前に陽太を攻撃した。優夜の手力に止められた後、優夜の目に気圧されたことで酷く怯えてひれ伏し、そのままあえなく御用となった。

### 異世界

#### アルセリア王国
レクシア・フォン・アルセリア
声 - 前田佳織里
本作のヒロインの一人。アルセリア王国の王女。誕生日は1月1日（現実世界換算）。優夜が異世界で初めて出会った人物。人間だがハイエルフの母の血を引いているため魔力が高いが制御ができない。歳は十代前半、天真爛漫で言いたいことははっきり言う性格。ただし後先考えない言動で周囲をよく振り回し、自分で言ったことを後日忘れる面もある。
ハイエルフの血が混じっていることから一部の人間からは「汚れた血」と侮蔑されており、暗殺の対象にされている。
その暗殺から逃れるため優夜のいる森へ逃げ込み、モンスターに襲われかけた所を優夜に助けられる。この時気絶寸前に顔をみて一目惚れし、優夜を探すために再び森に侵入、ゴブリンの群れに襲われて再び優夜に助けられ、優夜に勢いのまま求婚した。優夜が躊躇したためその場では友人関係で終わらせるが、結婚を諦める気は全く無い模様。
当たり前だが王女という立場上料理の経験は無く、包丁を扱った際は武器のように振り回した挙句手を滑らせて放り投げてしまい、危うく優夜たちに刺さりかけた。
オーウェン
声 - てらそままさき
レクシアに使える王国の騎士隊長。アーノルド国王の命により優夜に謁見の申し出を伝えた。
アーノルドへの報告の際うっかりレクシアの求婚について口を滑らせたため、レクシアが男に求婚したことを教えてしまった。その後も優夜の家にレクシアが行ったことも口を滑らせている。
自由奔放なレクシアに常に振り回されている苦労人。
アーノルド・フォン・アルセリア
声 - 大塚明夫
アルセリア王国の国王で、レクシアの父親。娘を救ってくれた優夜に感謝を伝えるために優夜を謁見させるためにオーウェンを遣わした。
かなりの親バカであり、娘が優夜に求婚したことには激怒し、ルナに斬りかかったことでレクシアに嫌われた際はショックで数秒間固まっていた。
優夜が王都に来訪し対面した際は自覚無くレクシアに求婚した優夜に斬りかかろうとしたが、暗殺者の乱入により有耶無耶に終わる。

#### 王都モントレス
ルナ
声 - 加隈亜衣
女性暗殺者。酒場では仮面を付けたフード姿で素性を隠している。誕生日は2月6日。
闇ギルドでは「首狩り」の異名を持ち、鋼糸を使った戦闘が得意。
レイガーの配下であるフード姿の男（声 - 美紅）の依頼で、レクシアを暗殺する依頼を受けていたが、その過程で森に入り、ゴブリンの集団に苦戦していたところを優夜とナイトに助けられる。森にいた理由は依頼のことは話せないため修行と誤魔化し、しばらくの間優夜、ナイトと共にモンスターを倒しレベルアップを行う。その後、優夜を迎えに来たレクシアを襲うが優夜との出会いで揺らいでいた上、優夜とナイトの妨害により失敗。その後レクシアの護衛（強制）にされ、レクシアに振り回されて難儀している。
優夜とはレベルアップの最中交流を居心地良く感じており、後にレクシアに問いただされて好意を自覚。レクシアとは優夜を取り合う恋のライバルとなった。
レイガー・フォン・アルセリア
声 - 木島隆一
別荘区画の城に住んでる気性が激しい仮面を着けた謎の男。正体はアルセリア王国の王子であり、かつてレクシアが魔力暴走を引き起こした際に巻き込まれ、破壊衝動が湧き上がるようになってしまった。それもあってレクシアに激しい憎悪を抱き配下（コーネス家に所縁の者）を使ってレクシア殺害を企む。居場所を突き止められて拘束直前にユティの妨害が入るも、結果的に拘束された。
処遇を決める話し合いの場では事情を聴いた優夜に完治草のジュースを半ば無理やりに飲まされ、身体の傷や破壊衝動はなくなった。しかし王家を襲った罪は消えず、所有していた土地と館を没収し、そのまま優夜に渡すことが処罰となった。

#### 聖に関する者
ウサギ
声 - 井上和彦
白い兎の姿をした神獣。「蹴聖」「耳聖」の称号を持つ。種族は「ファイターラビット」の亜種「キックラビット」。優夜たちが戦うのを躊躇するほどの強大な魔物ですら蹴りの一撃で仕留めるほどの攻撃力と瞬発力を持つ。物理面は最強格だが代わりに魔法が苦手。
「聖」の後継者を探すことを目的としており、大魔境に気まぐれで入ったことで優夜と出会う。優夜に事情を説明し聖の後継者にしようとするも、優夜にやんわりと断られる。その後、優夜とナイトに蹴撃を教える代わりに優夜に身体強化魔法を教わる、互いが師匠と弟子の関係として交流を結ぶ。
優夜からは「ウサギ師匠」と呼ばれるが、ウサギが自分から名乗ったことは無く、「ウサギ」という名前なのか、名前が無いので便宜上「ウサギ」と呼んでいるのかは不明。
ユティ
声 - 日高里菜
「弓聖」の弟子。クロに取り付かれ、「邪」側として戦っている。「弓聖」を裏切って殺した人間たちに恨みを抱いており、人間の絶滅を計画している。
「弓聖」から教わった弓術を扱って戦う。相手の位置を先読みしてあらかじめ矢を放つなど、高度な技術を持つ。
ウサギと度々戦闘を行っており、身体魔法強化を教えた優夜にも目をつけている。
レイガーが拘束された際用済みとして始末しようとするも優夜の妨害によって失敗し、撤退。
その後森の中で優夜に襲い掛かるも、乱入したウサギに妨害され、「邪」の力を開放。ウサギを圧倒するものの、アカツキの「聖域」により「邪」の力を封じられ、ウサギと優夜、ナイトによって倒される。
その後はウサギの一存で優夜が身柄を預かることとなり、現実世界に移動。王星学園の生徒として編入することとなった。
誕生日は日7月7日。
「弓聖」
本名は不明。ユティの師匠。ユティ曰く「ありえないくらい優しい」性格だった模様。
ある時人間に裏切られ死亡。ユティはこれが原因で人間に恨みを持ち、「邪」側に立つこととなった。

### 優夜の関係者
ナイト
声 - 東山奈央
優夜が異世界で仲間にした魔物。種族はブラックフェンリル。モンスターに襲われて怪我をしていたところを優夜に助けられ、懐くと同時にテイムされ一緒に暮らす。まだ幼いため見た目は黒い子犬だが、出会った時点で優夜よりもレベルが上である。
アカツキ
声 - 井口裕香
優夜が異世界で仲間にした魔物。種族は孟槐（もうじゅ）。優夜とナイトが風呂に入浴中いつの間にか入り込んでおり、いつの間にか優夜にテイムされていた。ふさふさの赤毛の小さな猪のような外見。孟槐という種族であることにプライドがあるらしく、ブタと呼ばれると怒る。
直接戦闘では役に立たないものの、「聖域」というスキルで「邪」の力を無力化することができる。
ゼノヴィス
声 - 置鮎龍太郎
全知全能にして天衣無縫、伝説として語り継がれている「古」の賢者。
異世界の家にあったアイテムの前の所有者。この世界では歴史上の有名人で神から昇神の勧誘を受けるほどだが、それを断り人としての生涯を選んだ。
「次に家を訪れたものに家の所有権を中身ごと譲渡する」という遺言を残し、家の近くの洞窟にて天寿を全うしている。誰も訪れない魔の森で看取る者もなく孤独死したため亡骸は白骨化した状態で放置されており、そこを訪れた優夜に自身の持つ特殊で稀有な魔力回路を譲渡し魔法を扱えるようにした。
優夜が過去にタイムスリップした際に直接出会い、未来に帰る際修正により優夜のことを忘れてしまうが、優夜にアイテムが渡るように自分に細工を施しており、上記の遺言を残すこととなった。
天上 陽太（てんじょう ようた）、天上 空（てんじょう そら）
声 - 榊原優希（陽太）、大野柚布子（空）
優夜より一つ年下の双子の弟と妹。兄の優夜とは違い美形で、両親からも溺愛されている。頭脳も身体能力もそこそこ優秀だが、先輩である荒木と共に他人を見下して虐めており、また荒木を通して暴走族レッドオーガとも関わりがある。
佳織が王星学園への転入の勧誘をした際、兄である優夜の代わりとして来年に王星学園へ進学できるよう要求をするが、素行調査にて彼への虐めに限らず様々な問題行動を頻繁に行っていたことを知っていた佳織に不適格者として素気無く断られた。兄と佳織が車に乗って去った後に二人を逆恨みし、「絶対に後悔させてやる」と言い復讐することを決意する。
レッドオーガを連れて王星学園に行き、佳織を人質にして兄を倒そうとするも返り討ちに遭う。陽太は思わず「使えない奴らだ」と口走るが、レッドオーガが惨敗という恥辱を受けることに激高したヘッドにより、首を絞められ殺されかける。空が必死で離そうとするも、「お前も同罪だ」と告げられて蹴り倒されてしまうが、「色々なことをされてきたが、家族は見捨てられない」という考えの兄に助けられる。兄の家族愛を感じた二人は泣きながらこれまでの行為を謝罪、その後はレッドオーガの連中と共に補導され相応の処罰を受けることになった。
原作ではその後については不明だが、テレビアニメ版では13話にて、後ろめたさで隠れながら兄の様子を見ている描写が追加されている。
天上 夜之助（てんじょう よるのすけ）
声 - 西村知道
優夜の祖父（アニメ版第1話ではおじいちゃん表記）。家族から虐待を受けていた優夜の唯一の理解者。何度諭しても態度を改めなかった優夜以外の家族たちを完全に見限っており、自分の遺産の全てを優夜に託すよう遺言を残し、自身の死後優夜以外の親族が遺産に一切の手出しができないように根回しを行っていた。
賢者の友人で、現実世界の情報を教えたことで生涯の友となった。それゆえに家の地下室には異世界の扉を始め賢者が集めたり作ったアイテムがたくさん保管されている。
クロ
「邪」の意識体。元はユティに宿っていたが優夜に移り意識を乗っ取ろうと考えたが、優夜の怒りが想像以上の力を持っていると判断し、以降大人しくなる。
天上 空夜（てんじょう くうや）
原作のみに登場。祖父が収集したコレクションの中にあった巻物から出現した幽霊。自称平安時代最強の妖術師（陰陽師）で、優夜の先祖。超強力な妖怪「冥羅」（めいら）を自身の命と引き換えに封印したが、時間がたてば封印が破られてしまうのが判っていたので、子孫にその情報を伝えるため、死後自分の霊を巻物に封じていた。
昔の優夜同様のデブだが、これは「妖力」が多すぎて体に蓄えられてしまう特異体質のせいで、優夜がデブだったのはそれが遺伝したため。

## 既刊一覧

### 小説

#### 本編
- 美紅（著）・桑島黎音（イラスト） 『異世界でチート能力を手にした俺は、現実世界をも無双する 〜レベルアップは人生を変えた〜』 KADOKAWA〈富士見ファンタジア文庫〉、既刊18巻（2025年5月20日現在）
  1. 2018年12月20日初版発行（同日発売[4]）、ISBN 978-4-04-073023-3
  2. 2019年4月20日初版発行（同日発売[21]）、ISBN 978-4-04-073024-0
  3. 2019年8月20日初版発行（同日発売[22]）、ISBN 978-4-04-073304-3
  4. 2019年12月20日初版発行（同日発売[23]）、ISBN 978-4-04-073305-0
  5. 2020年4月20日初版発行（4月17日発売[24]）、ISBN 978-4-04-073632-7
  6. 2020年8月20日初版発行（同日発売[25]）、ISBN 978-4-04-073633-4
  7. 2020年12月20日初版発行（12月19日発売[26]）、ISBN 978-4-04-073917-5
  8. 2021年5月20日初版発行（同日発売[27]）、ISBN 978-4-04-073918-2
  9. 2021年10月20日初版発行（同日発売[28]）、ISBN 978-4-04-074248-9
  10. 2022年3月20日初版発行（3月19日発売[29]）、ISBN 978-4-04-074249-6
  11. 2022年8月20日初版発行（同日発売[30]）、ISBN 978-4-04-074576-3
  12. 2022年12月20日初版発行（同日発売[31]）、ISBN 978-4-04-074577-0
  13. 2023年3月20日初版発行（3月17日発売[32]）、ISBN 978-4-04-074920-4
  14. 2023年6月20日発売[33]、ISBN 978-4-04-075016-3
  15. 2024年2月20日発売[34]、ISBN 978-4-04-075300-3
  16. 2024年7月20日発売[35]、ISBN 978-4-04-075497-0
  17. 2024年12月20日発売[36]、ISBN 978-4-04-075729-2
  18. 2025年5月20日発売[37]、ISBN 978-4-04-075888-6

#### スピンオフ
- 琴平稜（著）・美紅（原案・監修）・桑島黎音（イラスト） 『異世界でチート能力を手にした俺は、現実世界をも無双する ガールズサイド 〜華麗なる乙女たちの冒険は世界を変えた〜』 KADOKAWA〈富士見ファンタジア文庫〉、既刊5巻（2024年5月17日現在）
  1. 2022年12月20日発売[38]、ISBN 978-4-04-074769-9
  2. 2023年3月17日発売[39]、ISBN 978-4-04-074921-1
  3. 2023年9月20日発売[40]、ISBN 978-4-04-075055-2
  4. 2024年1月19日発売[41]、ISBN 978-4-04-075301-0
  5. 2024年5月17日発売[42]、ISBN 978-4-04-075449-9
- 琴平稜（著）・美紅（原案・監修）・桑島黎音（イラスト） 『異世界でチート能力を手にした俺は、現実世界をも無双する 宝城佳織伝 〜常識知らずなお嬢様は陰で世界を救っていた〜』 KADOKAWA〈富士見ファンタジア文庫〉、2025年2月20日発売[43]、ISBN 978-4-04-075779-7

### 漫画
- 美紅（著）・桑島黎音（イラスト）・港川一臣（作画） 『異世界でチート能力を手にした俺は、現実世界をも無双する 〜レベルアップは人生を変えた〜』 KADOKAWA〈電撃コミックスNEXT〉、既刊6巻（2024年7月26日現在）
  1. 2020年8月27日初版発行（8月26日発売[44]）、ISBN 978-4-04-913364-6
  2. 2021年5月27日初版発行（同日発売[45]）、ISBN 978-4-04-913819-1
  3. 2022年3月10日初版発行（同日発売[46]）、ISBN 978-4-04-914299-0
  4. 2022年12月27日初版発行（12月26日発売[47]）、ISBN 978-4-04-914778-0
  5. 2023年8月25日初版発行（同日発売[48]）、ISBN 978-4-04-915225-8
  6. 2024年7月26日発売[49]、ISBN 978-4-04-915823-6

## テレビアニメ
2022年8月19日、テレビアニメ化が発表。同年11月17日に放送時期、キービジュアル、ティザーPV、キャスト・スタッフ情報が公開され、2023年4月から6月までTOKYO MXほかにて放送された。
2023年10月14日、新アニメ企画進行の決定が発表され、2025年3月22日に開催されたAnimeJapan2025ステージにて、新作テレビスペシャルの制作が発表された。

### スタッフ
- 原作 - 美紅（株式会社KADOKAWA ファンタジア文庫刊）[5]
- キャラクター原案 - 桑島黎音[5]
- 総監督・シリーズ構成 - 板垣伸[18]
- 監督 - 田辺慎吾[18]
- キャラクターデザイン・総作画監督 - 木村博美[18]
- 美術監督 - 三宅昌和[18]
- 美術設定 - 佐南友里、上垣裕起子[18]
- 色彩設計 - 山上愛子、長岡純子（T.D.I）[18]
- コンポジットディレクター - 萬直樹（サンジゲン）、藤田健太（サンジゲン）、田中翔太（IXIXI）[18]
- 編集 - 尤雯婷（IXIXI）[18]
- CG監督 - 堀内由偉
- 音響監督 - 納谷僚介、板垣伸[18]
- 音楽 - 立山秋航[18]
- 音楽制作 - トムス・ミュージック
- 企画プロデュース - UNLIMITED PRODUCE by TMS[5]
- プロデューサー - 岸田拓磨、元長聡
- アニメーションプロデューサー - 白石直子
- アニメーション制作 - ミルパンセ[5]
- 製作 - いせれべ製作委員会

### 主題歌
「逆転劇」
月詠み（ユリイ・カノン）によるオープニングテーマ。作詞・作曲はユリイ・カノン、編曲はユリイ・カノンと廣澤優也。
「ハチミツ」
スガシカオによるエンディングテーマ。作詞・作曲はスガシカオ、編曲は釣俊輔。

### 各話リスト
| 話数 | サブタイトル   | 脚本                | 絵コンテ                     | 演出              | 作画監督                                                                       | 総作画監督      | 初放送日      |
| ---- | -------------- | ------------------- | ---------------------------- | ----------------- | ------------------------------------------------------------------------------ | --------------- | ------------- |
| 001  | 異世界へ       | 板垣伸              | 田辺慎吾                     | 田辺慎吾          | 木村博美                                                                       | -               | 2023年 4月7日 |
| 002  | 王星学園       | 竹田裕一郎          | 田辺慎吾                     | 澤田和輝          | 升谷有希                                                                       | 木村博美 板垣伸 | 4月14日       |
| 003  | 人生の変化     | ひいろゆきな        | ひいろゆきな                 | ひいろゆきな      | 吉田智裕 八田典子                                                              | -               | 4月21日       |
| 004  | 勇気の一歩     | 佐々藤              | 板垣伸                       | 鈴木清崇 大嶋由葵 | 埼玉憲人 小嶋慶祐                                                              | 木村博美 板垣伸 | 4月28日       |
| 005  | 新しい家族     | 田辺慎吾            | 田辺慎吾                     | 田辺慎吾          | 升谷有希                                                                       | 木村博美 板垣伸 | 5月5日        |
| 006  | 賢者と魔法     | 筆安一幸            | 吉田智裕                     | 吉田智裕          | 吉田智裕                                                                       | 木村博美 板垣伸 | 5月12日       |
| 007  | 森の中の出会い | 竹田裕一郎          | 田辺慎吾                     | 澤田和輝          | 八田典子                                                                       | 木村博美 板垣伸 | 5月19日       |
| 008  | 校外学習       | 長谷川千夏          | 長谷川千夏                   | 長谷川千夏        | 塩澤枢                                                                         | 木村博美 板垣伸 | 5月26日       |
| 009  | 王女と暗殺者   | 田辺慎吾            | 田辺慎吾                     | 田辺慎吾          | 木村博美 吉田智裕                                                              | 木村博美 板垣伸 | 6月2日        |
| 010  | 師匠と弟子     | 板垣伸 ひいろゆきな | 板垣伸 田辺慎吾 ひいろゆきな | 澤田和輝 田辺慎吾 | 吉田智裕 木村博美 板垣伸                                                       | 木村博美 板垣伸 | 6月9日        |
| 011  | いざ王都へ     | 板垣伸              | 田辺慎吾                     | 後藤康徳          | 平山紗也 本多恵美                                                              | 木村博美 板垣伸 | 6月16日       |
| 012  | 謎の襲撃者     | 板垣伸              | 田辺慎吾 板垣伸              | 澤田和輝          | 吉田智裕 八田典子 百代 本多恵美 埼玉憲人 大嶋由葵 平山紗也 猪野涼子 後藤圭佑   | 木村博美 板垣伸 | 6月23日       |
| 013  | 優夜と佳織     | 板垣伸              | 田辺慎吾 板垣伸              | 田辺慎吾          | 木村博美 板垣伸 くるせる 埼玉憲人 大嶋由葵 猪野涼子 後藤圭佑 本多恵美 平山紗也 | -               | 6月30日       |

### 放送局
| 放送期間               | 放送時間                     | 放送局     | 対象地域 | 備考                             |
| ---------------------- | ---------------------------- | ---------- | -------- | -------------------------------- |
| 2023年4月7日 - 6月30日 | 金曜 0:30 - 1:00（木曜深夜） | TOKYO MX   | 東京都   | 製作参加                         |
|                        |                              | BS11       | 日本全域 | 製作参加 / BS放送 / 『ANIME+』枠 |
|                        | 金曜 1:00 - 1:30（木曜深夜） | KBS京都    | 京都府   |                                  |
|                        |                              | サンテレビ | 兵庫県   |                                  |

| 配信開始日   | 配信時間                       | 配信サイト |
| ------------ | ------------------------------ | --- |
| 2023年4月4日 | 火曜 0:00（月曜深夜） 更新     | FOD |
| 2023年4月7日 | 金曜 1:00（木曜深夜） 更新     | dアニメストア （本店・ニコニコ支店・for Prime Video） |
| 2023年4月9日 | 日曜 1:00（土曜深夜） 以降順次 | AnimeFesta アニメ放題 ABEMA auスマートパスプレミアム クランクイン!ビデオ J:COMオンデマンド / メガパック DMM TV TELASA ニコニコチャンネル Netflix HAPPY!動画 バンダイチャンネル ビデオマーケット ビデックス Hulu Amazon Prime Video ふらっと動画 music.jp milplus U-NEXT Lemino |

### BD / DVD
| 巻 | 発売日        | 収録話         | 規格品番   | 規格品番   |
| 巻 | 発売日        | 収録話         | BD         | DVD        |
| -- | ------------- | -------------- | ---------- | ---------- |
| 上 | 2023年7月26日 | 第1話 - 第7話  | ZMAZ-16631 | ZMSZ-16641 |
| 下 | 2023年9月27日 | 第8話 - 第13話 | ZMAZ-16632 | ZMSZ-16642 |

### Webラジオ
2023年3月27日よりWebラジオ『鬼頭明里と前田佳織里のいせれべらじお』が音泉にて配信。更新は隔週木曜。

## ゲーム
2023年6月28日よりスマートフォンおよびPC向けのHTML5ゲーム『異世界でチート能力を手にした俺は、現実世界をも無双する 〜レベルアップは人生を変えた〜 パラレルユニバース』がCTWのG123にて配信。ジャンルはMMORPG。ゲーム内アイテム課金制。2025年2月20日にサービス終了。